# Propulsión independiente de aire
Propulsión Independiente de Aire o PIA (más conocida como AIP por sus iniciales en inglés) es un término que engloba las tecnologías que permiten a un submarino operar sin la necesidad de emerger a la superficie o tener que usar el sistema snorkel para acceder al oxígeno de la atmósfera. El término usualmente excluye el uso de energía nuclear; más bien se trata de aumentar o reemplazar el sistema de propulsión diésel-eléctrica de naves no nucleares. La Armada de los Estados Unidos utiliza el símbolo de clasificación de casco “SSP” para designar un submarino con PIA, mientras retiene el clásico “SS” para los submarinos de ataque diésel-eléctricos.
La PIA es usualmente implementada como una fuente auxiliar. La mayoría de tales sistemas generan electricidad que activa un motor para propulsión o para recargar las baterías del submarino. El sistema eléctrico del submarino además es usado para proveer "servicios de hotel" —ventilación, iluminación, calefacción, etc.— a pesar de que estos servicios consumen muy poca energía comparados con la propulsión.
Un beneficio de este enfoque es que puede ser adaptado en submarinos existentes mediante la inserción de una sección de casco adicional. La PIA normalmente no provee la energía suficiente para reemplazar totalmente la propulsión dependiente de aire, pero permite al submarino permanecer sumergido durante más tiempo que los submarinos convencionales sin PIA. Una típica planta de energía convencional va a proveer un máximo de 3 megavatios, y una fuente PIA cerca del 10% de esa energía. La planta de un submarino de propulsión nuclear normalmente tiene una potencia mayor de 20 megavatios.

## Abastecimiento interno de oxígeno

### Historia
En 1867 el español Narciso Monturiol desarrolló con éxito una forma temprana de propulsión anaeróbico independiente del aire con su Ictíneo II. En 1908 la Armada Imperial Rusa lanzó el submarino Poshtovy, el cual usaba un motor de gasolina alimentado con aire comprimido y evacuaba los gases de escape bajo el agua.
Durante la Segunda Guerra Mundial, la firma Walter experimentó con submarinos que usaban peróxido de hidrógeno concentrado como su fuente de oxígeno bajo el agua. Estos usaban turbinas de vapor, empleando vapor calentado mediante la combustión de gasoil en una atmósfera creada por la descomposición de peróxido de hidrógeno por la catalización de permanganato de potasio (véase Turbina Walter). 
Se fabricaron algunos submarinos experimentales que dieron origen a los Tipo XVII. Uno de estos, el U-1407, el cual había sido hundido al final de la guerra, fue reflotado y recomisionado en la Armada Real Británica con el nombre de HMS Meteorite. Los británicos construyeron dos modelos mejorados a finales de los años 1950s, HMS Explorer y el HMS Excalibur.
La URSS también experimentó con la tecnología y se construyó el submarino experimental soviético S-99. El peróxido de hidrógeno fue finalmente abandonado por ser altamente reactivo y al entrar en contacto con algunos metales es volátil, y los submarinos tienen una alta proporción de consunción.
La propulsión por peróxido de hidrógeno se mantuvo en los torpedos británicos y soviéticos. Aunque los primeros rápidamente abandonaron esta tecnología después de la tragedia del HMS Sidon, se supone que la pérdida del submarino ruso Kursk se debió a un accidente con torpedos propulsados con peróxido de hidrógeno.

### Motores de ciclo cerrado
Esta tecnología usa un motor diésel de submarino el cual puede ser operado de forma convencional en la superficie, pero cuando se sumerge es alimentado con un oxidante, generalmente almacenado como oxígeno líquido. Debido a que el metal del motor puede arder en oxígeno puro, el oxígeno es usualmente diluido con gas del escape reciclado. Como no hay gas de escape al encender el motor, se utiliza argón.
Durante la Segunda Guerra Mundial la Kriegsmarine experimentó con este sistema como alternativa al peróxido de hidrógeno de Walter, incluyendo una variante del submarino enano Tipo XXVIIB, el submarino de Klein. Este fue impulsado por un motor diésel de 95 hp de un tipo comúnmente usado por la armada alemana y que estaba disponible en grandes cantidades, alimentado con oxígeno desde un tanque ubicado en la quilla que contenía 1250 litros a 4 atmósferas. Se pensó que la unidad podía tener una velocidad máxima sumergida de 12 nudos con un alcance de 70 millas náuticas o un alcance de 150 millas náuticas a una velocidad de 7 nudos.
El trabajo alemán fue subsecuentemente expandido por la Unión Soviética donde se investigó intensamente esta tecnología, desarrollando un pequeño submarino de 650 toneladas Clase Quebec del que se construyeron 30 entre 1953 y 1956. Estos tenían 3 motores diésel; dos eran convencionales y uno de ciclo cerrado usando oxígeno líquido.
En el sistema soviético, llamado “sistema propulsión único”, el oxígeno era añadido después de que los gases de escape habían sido filtrados a través de un absorbente químico basado en cal. El submarino podía operar sus motores diésel usando un snorkel. El Quebec contaba con 3 motores: un 32D de 900 bhp en el eje central y dos M-50P de 700 bhp en los ejes exteriores. En adición un motor de arrastre de 100hp fue acoplado al eje central. El submarino podía avanzar a baja velocidad usando únicamente el motor diésel central.

Debido a que el oxígeno líquido no puede ser almacenado durante mucho tiempo, estas naves no podían operar muy lejos de sus bases. Además era un sistema peligroso: al menos 7 submarinos sufrieron explosiones, y uno de ellos, el submarino soviético M-256, se hundió después de una explosión e incendio a bordo. Fueron llamados “encendedores de cigarros”. El último fue desguazado a principios de los 1970s.
El submarino alemán Tipo 205 U-1, una vez retirado del servicio, fue equipado con una planta experimental de 3000 hp (2,2 MW).

### Turbinas de vapor de ciclo cerrado
El sistema francés MESMA (Module d'Energie Sous-Marine Autonome) o módulo de energía autónomo para submarinos está siendo ofrecido por el astillero francés DCNS. MESMA está disponible para los submarinos Clase Agosta 90B y Clase Scorpène. 
Esencialmente es una versión modificada del sistema de propulsión nuclear donde el calor es generado por etanol y oxígeno. Se trata de una turbina de vapor convencional donde el vapor es generado por la combustión de etanol y oxígeno almacenado a una presión de 60 atmósferas. Esta combustión a presión produce dióxido de carbono que puede ser expulsado de la nave a cualquier profundidad sin necesidad de un compresor de expulsión.
Cada sistema MESMA cuesta entre 50 y 60 millones de US$. Para instalar en el Scorpene se requiere añadir un sección de casco de 8,3 metros al submarino, lo que resulta en una nave capaz de operar por más de 21 días sumergido, dependiendo de variables como velocidad, etc.
Un artículo en Undersea Warfare Magazine anota que: a pesar de que MESMA puede proveer más poder (energía) de salida que otras alternativas, su eficiencia inherente es menor que la de los cuatro sistemas AIP candidatos, y su tasa de consumo de oxígeno es correspondientemente más alta.

### Motores de ciclo Stirling
Un motor Stirling es un motor térmico que funciona por compresión y expansión cíclica de aire u otro gas, el fluido de trabajo, a diferentes niveles de temperatura, de manera tal que existe una conversión neta de energía térmica en trabajo mecánico.
Este motor es como uno de vapor en el que el calor del motor fluye dentro y fuera a través de su pared. Esto se conoce tradicionalmente como un motor de combustión externa, en contraste con un motor de combustión interna donde la entrada de calor se produce por la combustión del combustible dentro del cuerpo del fluido de trabajo. A diferencia de la máquina de vapor, que usa agua tanto en sus fases líquida y gaseosa como fluido de trabajo, el motor Stirling encierra una cantidad fija de fluido gaseoso como aire o helio. Como en todos los motores de calor, el ciclo general consiste en comprimir el gas frío, el calentamiento del gas, la expansión del gas caliente, y, finalmente, el enfriamiento del gas antes de repetir el ciclo.
El constructor de barcos sueco Kockums ha construido tres submarinos Clase Gotland para la Armada Real de Suecia que fueron equipados con un Motor Stirling auxiliar que usa oxígeno líquido y combustible diésel para activar generadores de 75 kilovatios ya sea para propulsión o para cargar las baterías. La autonomía que permite el AIP para las naves de 1500 toneladas es aproximadamente 14 días a una velocidad de 5 nudos (9 km/h).
Kockums además ha entregado motores Stirling a Japón. Los nuevos submarinos Japoneses estarán equipados con motores Stirling. La primera nave, el Sōryū , de esta clase fue lanzada el 5 de diciembre del 2007 y entró en operación durante el año 2009.

## Celdas de combustible

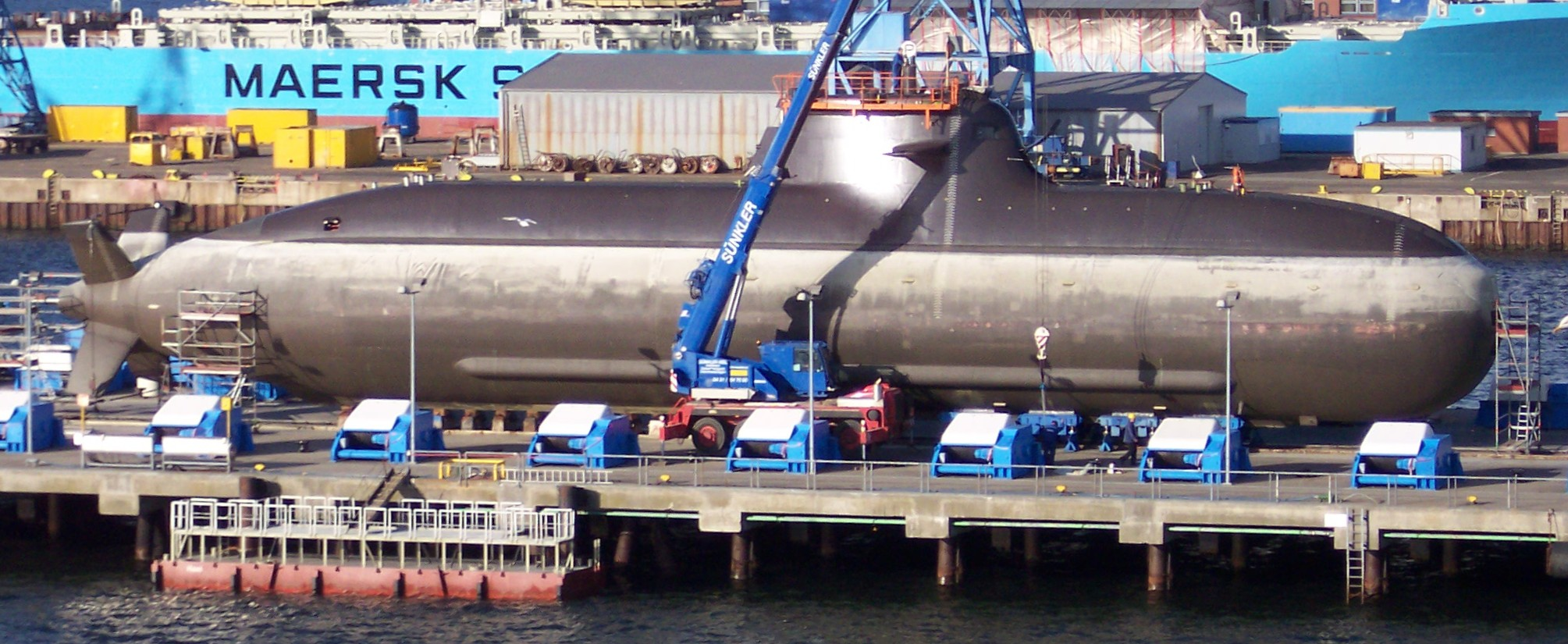
Submarino Tipo 212 con propulsión de celda de combustible de la Armada de Alemania en puerto.

Esquema de funcionamiento de una pila de combustible.

Una pila de combustible, también llamada célula o celda de combustible es un dispositivo electroquímico de conversión de energía similar a una batería, pero se diferencia de esta última en que está diseñada para permitir el reabastecimiento continuo de los reactivos consumidos; es decir, produce electricidad de una fuente externa de combustible y de oxígeno en contraposición a la capacidad limitada de almacenamiento de energía que posee una batería. Además, los electrodos en una batería reaccionan y cambian según cómo esté de cargada o descargada; en cambio, en una celda de combustible los electrodos son catalíticos y relativamente estables.
Los reactivos típicos utilizados en una celda de combustible son hidrógeno en el lado del ánodo y oxígeno en el lado del cátodo (si se trata de una celda de hidrógeno). Por otra parte las baterías convencionales consumen reactivos sólidos y, una vez que se han agotado, deben ser eliminadas o recargadas con electricidad. Generalmente, los reactivos "fluyen hacia dentro" y los productos de la reacción "fluyen hacia fuera". La operación a largo plazo virtualmente continua es factible mientras se mantengan estos flujos.
Siemens ha desarrollado una unidad de celda de combustible de 30-50 kilovatios. Nueve de estas unidades fueron incorporadas en el submarino Tipo 212 de 1830 toneladas construido por HDW U-31, la primera nave de la clase. Las otras unidades de esta clase y la clase de exportación Tipo 214 usan 2 módulos de 120 kilovatios, también de Siemens.

### Sistema PIA de Navantia - Hynergreen
El proyecto español de submarinos Clase S-80 incluye un avanzado sistema de Propulsión Independiente de Aire (AIP) basado en una pila de combustible (Fuel Cell) similar al sistema AIP que equipa los submarinos de diseño alemán Tipo 212 y Tipo 214.
En el diseño español de PIA, que fue desarrollado por la empresa Hynergreen Technologies S.A., se decidió operar una pila de combustible de 300 kW de salida fabricada por la empresa estadounidense UTC Power, la pila de combustible es alimentada por hidrógeno, producido desde bio-etanol por una unidad llamada reformador, el otro insumo de la pila de combustible es oxígeno; la transformación electro química producida por la pila de combustible genera 300 kW de energía eléctrica y desecha agua (H20) que junto con el subproducto de desecho del reformador, gas carbónico (CO2), son expulsados discretamente del submarino.
El constructor de los S-80, Navantia, espera que este sistema PIA genere la energía suficiente, de forma segura y silenciosa, para que las unidades S-80 puedan navegar sumergidos a profundidad táctica de forma sigilosa durante decenas de días sin necesidad de emerger o usar el sistema snorkel, sin PIA la autonomía de un submarino sumergido es de poquísimos días, no más de 4 días, tiempo después del cual tendría que acercarse a la superficie para usa el snorkel o emerger completamente exponiéndose así a ser detectado.

## Energía nuclear
Los reactores nucleares han sido usados por más de 50 años para impulsar submarinos, el primero fue USS Nautilus. Los Estados Unidos, Francia, el Reino Unido, Rusia, China e India son los únicos países que se sabe operan submarinos nucleares. Cinco de estos seis países además tienen asiento permanente en el Consejo de Seguridad de las Naciones Unidas y son los únicos países que pueden poseer armas nucleares de acuerdo al Tratado de No Proliferación Nuclear. La India acaba de completar en 2009 la construcción de su primer submarino nuclear. India alquiló en el pasado submarinos nucleares de la Clase Charlie pertenecientes a Rusia y planea adquirir dos submarinos usados Clase Akula los cuales serán usados para propósitos de entrenamiento. Adicionalmente se sabe que Brasil está investigando la propulsión nuclear para uso en submarinos. Sin embargo, Propulsión Independiente del Aire es un término normalmente usado en el contexto de mejorar el rendimiento de los submarinos impulsados convencionalmente.
A pesar de todo se ha sugerido el uso de reactores nucleares como fuente de energía auxiliar, las cuales caen en la normal definición de AIP. Por ejemplo, se ha propuesto el uso de un pequeño reactor de 200 kilovatios (batería nuclear) como fuente de energía auxiliar para mejorar la capacidad bajo el hielo de los submarinos canadienses.

## PIA en operación en submarinos convencionales
Para 2009, algunas naciones tienen submarinos equipados con sistemas AIP:
- El submarino franco-español Clase Scorpène- (1,700 toneladas) (MESMA).
- El submarino alemán Tipo 209-1400 (1,810 toneladas) (Celda de Combustible).
- El submarino alemán Tipo 212 (1,830 toneladas) (Celda de Combustible) de la Armada Alemana y la  Armada Italiana.
- El submarino alemán Tipo 214 (1,980 toneladas) (Celda de Combustible) en uso en la Armada de Corea del Sur, la Marina Portuguesa y próximamente la Armada de Grecia y la Armada de Turquía.
- El submarino ruso Clase Lada.
- El submarino ruso Clase Amur.
- El submarino japonés Asashio (2,750 toneladas) (AIP Stirling) de la Fuerza Marítima de Autodefensa de Japón.
- El submarino japonés Clase Sōryū (4,200 toneladas) (AIP Stirling) de Fuerza Marítima de Autodefensa de Japón.
- El submarino sueco Clase Gotland (1,450 toneladas) (AIP Stirling) de la Armada de Suecia.
- El submarino sueco Clase Södermanland (1,500 toneladas) (AIP Stirling) de la Armada de Suecia.
- El submarino sueco Clase Västergötland de la Armada de Singapur.
- El submarino chino Tipo 041 Clase Yuan (AIP Stirling) de la AELP.

Además algunos constructores ofrecen actualizaciones AIP para submarinos existentes:
- Alemania Nordseewerke (motor diésel de ciclo cerrado).
- Suecia Kockums (Stirling), propiedad de la compañía alemana ThyssenKrupp.
- Pakistán submarino Clase Agosta 90B  hecho en cooperación con Francia.
- Francia y España Clase Scorpène hecho en colaboración por las compañías DCNS (Francia) y Navantia (España).

En fase de construcción se encuentran:
- El submarino español Clase S-80 (2,400 toneladas) de la Armada Española.